# Стеван Бодрожа
Стеван Бодрожа (Београд, 1978) је позоришни редитељ велике продуктивности у земљи и иностранству.

## Биографија
Стеван Бодрожа је завршио Позоришну режију на Факултету драмских уметности. Дипломирао је са представом „Мајка и дете” нобеловца Јуна Фосеа. Професионално је ангажован на позоришним сценама у Србији, Црној Гори, Босни и Херцеговини и Аустрији.

### Позоришта
Стални је члан ансамбла Пулс театра у Лазаревцу, а као хонорарни сарадник ради у:  Београдском драмском позоришту, Битеф театру, Народном позоришту у Београду, Атељеу 212, Малом позоришту "Душко Радовић", Драми и опери "Мадленианум", Црногорском народном позоришту, Мостарском театру младих, Босанском народном позоришту у Зеници, Teatar Nestroyhof Hamakom и Хундстурм театар у Бечу као и у  другим позориштима. 

### Режије
Режирао је текстове значајних класичних као и савремених писаца. Неки од њих су:
- "Медеја, материјал" Хајнера Милера,
- "Прометеј у оковима" Есхила,
- "Ифигенијина смрт у Аулиди" Еурипида,
- "Учене жене" Молијера,
- "Госпа од мора" Ибзена,
- Минијатуре Самјуела Бекета
- "Господин" Филипа Лолеа,
- "Лице од пламена" Мариуса фон Мајенбурга,
- "Мали Геза" Јаноша Хаја,
- "У самоћи памучних поља"  Бернар Мари Колтеса,
- "Ласице" Бојане Мијовић,
- "o.REST IN PEACE" Јетона Незираја,
- "Млијеко у праху" Драгане Трипковић,
- "Пупољци" Сање Домазет (по мотивима поезије Васка Попе),
- "Смећарник" Косте Пешевског,
- "Тело" Браниславе Илић, "Los Yugoslavos" Хуана Мајорге,
- "Наши преци једите са нама" Горана Миленковића и многе друге.[1][2]
- "4 зида, или трагикомедија о карантину" омнибуса кратких драмских текстова Бојана Тасића, Александре Јовановић и Нине Плавањац

### Фестивали
Стеван Бодрожа је учестовао је на многобројним фестивалима од којих су најзначајнији: 
- Фестивал Јоаким Вујић,
- MESS,
- Битеф фестивал,
- Југословенски позоришни фестивал у Ужицу,
- Фестивал босанскохерцеговачке драме Зеница,
- Бијенале црногорског театра итд.[1][2]

### Награде
- Фестивал Јоаким Вујић - два пута награђен за најбољу режију
- Фестивалу савремене босанскохерцеговчке драме - најбоља режија
- Фестивалу праизведби у Алексинцу - најбоља режија[1][2]

### Педагошки рад и прегалаштво
Стеван Бодрожа је предавао девет година на Факултету драмских уметности у Београду и својевремено је учестовао у оснивању Пароброд театра.